# Jalligeri, Shirhatti
Jalligeri là một làng thuộc tehsil Shirhatti, huyện Gadag, bang Karnataka, Ấn Độ.